# Dexia tenuicornis
Dexia tenuicornis är en tvåvingeart som först beskrevs av Wulp 1883.  Dexia tenuicornis ingår i släktet Dexia och familjen parasitflugor. Inga underarter finns listade i Catalogue of Life.